# Adelmo Battistella
Adelmo Battistella (Belfiore, 22 febbraio 1928) è un ex calciatore italiano, di ruolo difensore.

## Carriera
Debutta in Serie B con il Verona nella stagione 1948-1949, restando in gialloblu per cinque stagioni e totalizzando 125 presenze.
In seguito disputa altri due campionati di Serie B con il Como per un totale di 31 presenze, ed un altro con l'Alessandria dove scende in campo per 14 volte.